# 欣杜·奥马鲁·易卜拉欣
欣杜·奥马鲁·易卜拉欣（Hindou Oumarou Ibrahim，1984年—）是查德的環境運動者，為富拉尼女性與查德本土族群協會（法語：Association des Femmes Peules Autochtones du Tchad，AFPAT）的創辦人。

## 生平
欣杜·奥马鲁·易卜拉欣於1984年出生於查德的沃达贝部落（富拉尼人的一支），她在首都恩將納就學，假日回鄉與部落人士相處，逐漸發覺少數族裔被歧視、教育資源缺乏等困境，沃达贝部落傳統上以畜牧業為生，近年備受查德湖乾涸影響，易卜拉欣對國際移民組織表示她的部落與其他處境相似的少數族裔都是氣候變遷的直接受害者，被迫放棄賴以為生的土地，形成非常脆弱的移民社群。她為原住民的土地權益奔走，呼籲原住民應有代表機構在可能影響土地權益的環境開發計畫中為自己發聲。
易卜拉欣可使用法語、英語與阿拉伯語。

## 組織
1999年易卜拉欣她建立富拉尼女性與查德本土族群協會（AFPAT），致力於提升沃达贝女性的權益與提倡環境保育。協會於2005年通過政府審查發照，已參與許多國際氣候變遷、永續發展與環境保育的議題討論。
易卜拉欣與聯合國教科文組織和非洲原住民協調委員會（IPACC）合作的一項專案中，建立查德薩赫爾地區的3D地圖，結合科技與原住民的知識，反映各區域的環境與土地利用，將原住民（特別是女性）納入未來氣候變化適應計畫的決策過程。
此外易卜拉欣還參與許多提倡氣候變遷之下原住民權益的國際組織，包括國際原住民氣候變遷論壇、泛非氣候正義聯盟（PACJA）、聯合國原住民合作計畫政策委員會（UNIPP）與非洲原住民協調委員會（IPACC）等。2016年4月22日《巴黎協定》簽署時，易卜拉欣獲選在儀式上代表公民社會發言。2019年她被聯合國選為永續發展目標的17名提倡人之一。

## 獲獎
2017年，易卜拉欣獲選為國家地理學會新興探險家（Emerging Explorer） ；2018年她獲選BBC巾幗百名；2019年獲普立兹克家族基金會頒發普立茲克新興環境天才獎（Pritzker Emerging Environmental Genius Award），同年時代雜誌也將她列為15名女性氣候變遷運動人士之一。